# Болотов, Валерий Дмитриевич
Вале́рий Дми́триевич Бо́лотов (13 февраля 1970, Таганрог, Ростовская область — 27 января 2017, Москва) — общественный, военный и политический деятель самопровозглашенной Луганской Народной Республики. Председатель Союза ветеранов Воздушно-десантных войск Луганской области. Герой Луганской Народной Республики (2022, посмертно).
Получил известность в апреле 2014 года в ходе пророссийских протестов на юго-востоке Украины призывом к открытому противостоянию с украинскими властями, озвученным 5 апреля 2014 года, а также последующим участием в вооружённом захвате здания Управления СБУ в Луганской области. С 21 апреля 2014 года — самопровозглашённый народный губернатор Луганской области. Один из командиров вооружённого формирования «Армия Юго-Востока». Был членом КПРФ.

## Биография
В 1974 году вместе с родителями переехал из Таганрога в Стаханов Луганской области. Учился в школе № 18. В 1988 году был призван в армию. По собственным словам, службу проходил в 103-й гвардейской воздушно-десантной дивизии в Тбилиси, Ереване и Нагорном Карабахе, имел боевой опыт. Являлся старшим сержантом запаса.
После службы получил два высших образования — экономическое и инженерно-техническое. Работал нарядчиком на одной из частных шахт в Луганской области, возглавлял Союз ветеранов ВДВ. С конца 2013 года активный участник Антимайдана. Был руководителем Стахановского отделения Луганской гвардии.

### Захват Управления СБУ в Луганской области
5 апреля 2014 года в сети появилось видео, на котором Болотов, представившись своим именем, сообщил о задержании Службой безопасности Украины (СБУ) группы пророссийских сепаратистов и призвал народ Юго-Востока Украины 6 апреля «выйти с открытым противостоянием». 6 апреля произошёл захват здания управления СБУ по Луганской области. Болотов был одним из активных участников захвата. Тогда же он возглавил созданное в здании СБУ военное формирование — Армию Юго-Востока.

### Избрание народным губернатором Луганской области
21 апреля 2014 года на Народном сходе жителей Луганщины Болотов был избран «временно исполняющим обязанности народного губернатора Луганской области». Одними из первых его действий на новом посту стали заявления о переподчинении судебной системы и органов правопорядка Луганской области новому народному совету Луганской области, который планировалось сформировать в скором времени.
Являлся командиром Армии Юго-Востока.
29 апреля 2014 года был включён в санкционный список Евросоюза, впоследствии — в санкционные списки Канады и США. Был исключён из европейского списка после смерти.
13 мая на Валерия Болотова было совершено покушение. Был эвакуирован для лечения на территорию РФ, через 4 дня вернулся в ЛНР.

### Глава ЛНР
18 мая 2014 года на первой сессии самопровозглашённого Республиканского собрания (Верховного совета) ЛНР был избран главой Луганской Народной Республики. Следственным управлением Службы безопасности Украины был объявлен в розыск по обвинению в посягательстве на территориальную целостность и неприкосновенность Украины (ст. 110 ч. 2 УК Украины).
14 августа 2014 года объявил о временном уходе в отставку, сославшись на последствия ранения.
Тогда же выехал в Москву, где занимался организацией гуманитарной помощи ЛНР, бизнесом, организовывал общественное движение. В одном из последних интервью в декабре 2016 года обвинял в своём отстранении от власти и предательстве назначенного им в 2014 году министра обороны ЛНР Игоря Плотницкого. До конца жизни верил в идею Новороссии как альтернативу двум самопровозглашённым государствам — Донецкой и Луганской народным республикам, в широкое движение против власти на Украине. Вступил в КПРФ, принял российское гражданство, работал помощником депутата Госдумы РФ от Компартии К. Тайсаева.
В одном из последних интервью, которое Болотов дал российскому агентству «Росбалт» в декабре 2016 года, он рассказал, что не подавал в отставку с должности, а собирался временно выехать в Россию на лечение, оставив Плотницкого выполнять обязанности. Свое устранения Болотов считает следствием заговора. Он утверждал, что батальон «Заря» под руководством Плотницкого в 2014 году осуществлял обстрелы Луганска. Болотов обвинил Плотницкого в узурпации власти и убийстве бывших соратников. Позднее Болотов заявил, что его слова были искажены «Росбалтом». Утверждение об обстрелах Луганска батальоном «Заря» под руководством Плотницкого было опровергнуто Игорем Стрелковым, но подтверждено в интервью командиром разведвзвода ЛНР Сергеем Бондарем и добровольцем из батальона «Заря» Виталием Воротилиным на допросе, опубликованном Министерством государственной безопасности ЛНР.

### Смерть
Скоропостижно скончался 27 января 2017 года в своём доме в Москве, по предварительным данным, в результате острой сердечной недостаточности. По уточнённым данным правоохранительных органов, явных признаков инфаркта у Болотова при вскрытии не выявлено, но при этом сообщается, что у него были обнаружены в сосудах небольшие атеросклеротические бляшки. Перед смертью Болотов жаловался жене Елене на резкое ухудшение самочувствия после чашки кофе, выпитой накануне в компании двух мужчин на деловой встрече в спорт-баре «Красная машина» в здании Ледового дворца ЦСКА (в 2021 году дворец 1991 года постройки снесён). Позже стало известно, что Болотов встречался с бывшим спикером Народного совета ЛНР Алексеем Карякиным и Валерием Александровичем («Санычем»), при этом во время встречи он отходил за ребёнком. Об этом рассказал «Саныч», уточнив, что предложение о встрече исходило от самого Болотова.
Похоронен на Машкинском кладбище в Химках. Похороны были отложены на несколько часов из-за подозрений вдовы Болотова Елены о признаках возможного отравления и проведения повторной судебно-медицинской экспертизы на наличие отравляющих веществ. По данным Би-Би-Си, Болотов был похоронен 31 января, издание опубликовало видеозапись похорон.
Был женат, отец двоих детей 2001 и 2008 года рождения.

## Память
6 апреля 2017 в Луганске на доме по ул. Оборонной, где жил Валерий Болотов, была открыта ему мемориальная доска
5 апреля 2018 г в Стаханове на здании средней общеобразовательной школы № 18, в которой с 1 по 8 класс учился Валерий Болотов, была открыта мемориальная доска. Школе присвоено его имя.
В апреле 2018 года в ЛНР был выпущен блок почтовых марок «Они были первыми», посвященный четвёртой годовщине взятия управления СБУ по Луганской области. В блок вошли марки с портретами Валерия Болотова и Геннадия Цыпкалова.
В сентябре 2020 года в центре Луганска на площади Героев Великой Отечественной войны был установлен скульптурный памятник-бюст первому главе ЛНР. Автор — заслуженный художник Украины, народный художник ЛНР Александр Редькин.